# Kimrobinsonite
La kimrobinsonite è un minerale.